# Lainé (Guinée)
Pour les articles homonymes, voir Lainé.
Lainé est une ville de Guinée et l'une des sous-préfectures de la préfecture de Lola dans la région de Nzérékoré. Elle est située entre celles de Kokota au sud et de Foumbadou au nord.

## Géographie
Elle est limitée au nord par la sous-préfecture de Foumbadou, au sud par la sous-préfecture de Kokota, à l'est par la sous-préfecture de Guéasso et à l'ouest par la préfecture de N'zérékoré. Lainé est distant de 35 km environ du centre-ville de Lola.
La sous-préfecture de Lainé a un relief très accidenté dominé par les collines, les vallées et les plaines alluviales au long des cours d'eau. 
Le climat de cette localité est de type subtropical humide caractérisé par l'alternance de deux saisons avec une pluviométrie très élevée. Il pleut presque 8 mois sur 12. L'amplitude thermique annuelle est très élevée.
La végétation autrefois très dense et luxuriante, est aujourd'hui menacée par l'activité anthropique. La forêt claire, la savane sont dominantes. Néanmoins on rencontre quelques îlots de forêts denses parsemées çà et là.
L'hydrographie de Lainé est alimentée par le fleuve kpögö, la rivière Mana et des mares. Ces cours d'eau ont un régime irrégulier.

## Population
En 2016, le nombre d'habitants est estimé à 17 442, à partir d'un extrapolation du recensement de 2014 qui en dénombrait 16 309.
La population de Lainé a connu une forte croissance surtout avec l'arrivée des réfugiés libérien et ivoiriens. Cette population est très jeune, 50 % ont moins de 15 ans. Le taux de natalité est très élevé et la polygamie est une culture ancestrale très bien développée dans cette société. Les principaux groupes ethniques sont :  Guerzés, Konianké et une minorité peulh. Sur le plan social, Lainé est constitué en clans dont la chefferie est tenue par les guerzés. L'animisme, l'islam et le christianisme sont les principales religions. La culture ancestrale reste fortement ancrée au sein de la population (l'initiation à la forêt sacrée, l'excision ).

## Économie
L'économie de Lainé repose essentiellement sur l'agriculture qui occupe environ 80 % de la population. Cette agriculture est basée sur les céréales (riz, maïs, sorgho.), les tubercules (manioc, patate, taro). On cultive également le café, la banane, l'arachide... Cette agriculture est traditionnelle.
L'élevage est moins développé à Lainé, bien qu'on élève les ovins, les caprins, les porcins et la volaille. La pêche s'effectue dans le principal fleuve Kpö et certaines marées et rivières ; cette pêche est rudimentaire mais elle apporte l'essentiel des protéines à la population. Le commerce est basé sur les produits agricoles dans les marchés hebdomadaires. Lainé reste l'un des greniers des préfectures de Lola et N'zérékoré. 